# Dávid Janka
Dávid Janka (2001. augusztus 15. –) magyar szinkronúszó.

## Pályafutása
2010-ben kezdte a szinkronúszást.
2015-ben tagja volt a szinkronúszó válogatottnak, amely az Ostiában rendezett Comen Cup-on csapat versenyszámban a 11. helyen, kombinációs kűr versenyszámban a 9. helyen végzett. 
2016 júniusában a rijekai ifjúsági szinkronúszó-Európa-bajnokságon a magyar csapat tagjaként (csapattársak: Ábrahám Jázmin, Hungler Szabina, Kassai Kamilla, Kertai Lili, Kézdi Fanni, Lukovszky Sarolta, Péntek Lili, Rényi Luca, Riemer Alexandra, Szabó Veronka, Thuróczy Karolina Mylan) a 11. lett.
2016-ban a magyar válogatott csapat tagjaként az Izraelben rendezett Comen Cup-on Hungler Szabina párjaként a 15. helyen, kombinációs kűr versenyszámban pedig a 11. helyen végzett.
2016. novemberben a szinkronúszó-válogatott tagjaként (csapattársak: Takács Angéla, Gerstenkorn Mira, Ábrahám Jázmin, Gács Boglárka, Apáthy Anna, Kleinhappel Réka, Farkas Linda, Sass Brigitta) a Szlovákiában rendezett Olimpiai Reménységek Versenyén aranyérmes lett, majd egyéniben a kötelezőt és a kűrt is megnyerte, végül Takács Angéla párjaként is első lett. Decemberben a prágai Christmas Prize-on kötelező versenyszámban a nyolcadik lett, míg párosban Takács Angéla párjaként a kűrben a harmadik, a kötelezőkkel együtt végül a negyedik helyen zárt.
Tagja volt a 2017-es úszó-világbajnokságon részt vevő magyar szinkronúszó-válogatottnak, amely a technikai programok selejtezőjében a 15., míg a szabadprogramok selejtezőjében a 16. helyen végzett.
2018 májusában a felnőtt szinkronúszó világkupa-versenysorozat negyedik, szlovákiai állomásán a magyar válogatott csapat tagjaként (csapattársak: Kiss Szofi, Rényi Luca, Szabó Veronka, Hungler Szabina, Apáthy Anna, Szabó Anna, Gács Boglárka, Gerstenkorn Mira, Kassai Dóra; tartalékok: Kassai Kamilla, Péntek Lili) bronzérmet szerzett. Ugyancsak májusban a világkupa-sorozat budapesti állomásán a párosok szabadprogramjában Kiss Szofi párjaként a hatodik, a technikai programmal együtt a nyolcadik helyen zárt, a csapat tagjaként pedig a negyedik helyen végzett.
2018. júniusban az ifjúsági szinkronúszó-Európa-bajnokságon Tamperében a 17. helyen végzett az egyéni technikai versenyszámban, a párosok rövidprogramjában Szabó Veronka párjaként pedig a 12. helyen zárt. A magyar válogatott tagjaként a csapatok rövidprogramjában és hosszúprogramjában is a 10. helyen, a kombinációs kűr versenyszámban a 7. helyen végzett.
2018. júliusban a budapesti ifjúsági szinkronúszó-világbajnokságon az egyéni rövidprogramban a 19. lett. A párosok rövidprogramjában Szabó Veronka párjaként a 14. helyen, a párosok szabadprogramjában Hungler Szabina párjaként a 16. helyen zárt. A magyar válogatott tagjaként a csapatok rövidprogramjában és hosszúprogramjában is a 14. helyen, kombinációs kűr versenyszámban pedig a 10. helyen végzett.
A 2019-es úszó világbajnokságon a párosok rövidprogramjában Gács Boglárka párjaként a 29. helyen végzett. A szabadprogramban a magyar duó a 28. helyet szerezte meg. A magyar válogatott tagjaként (csapattársak: Apáthy Anna, Gács Boglárka, Hungler Szabina, Kassai Kamilla, Teravágimov Virág, Di Franco Alice, Péntek Lili, Götz Lilien, Gersternkorn Mira, Szabó Anna, Farkas Linda) a Highlight versenyszámban a 7. helyen,a csapatprogramok technikai selejtezőjében a 18.helyen, a szabadprogramok selejtezőjében pedig a 19. helyen végzett. A magyar válogatott a kombinációs kűr versenyszámban a magyar szinkronúszás történetében először jutott döntőbe, és a 12. helyen zárt. 

## Sikerei, díjai
- Az év magyar szinkronúszója (2018,[31] 2019[32])